# Melchior Teschner
Melchior Teschner född 28 april 1584 i Fraustadt, död 1 december 1635 i Oberpritschen, var en tysk präst, psalmkompositör och kantor
Teschner var bland annat verksam i Fraustadt och Oberpritschen. Han finns representerad i Den svenska psalmboken 1986 med ett verk som enligt registeruppgifterna används till flera olika psalmer (nr 84 är densamma som för psalm nr 177, 238a, 316, 553 och 616).

## Psalmer
- Vi lyfter våra hjärtan (1986 nr 84) tonsatt 1615 och samma som:
  - De äro nu förgångna (1921 nr 550)
  - Hur ljuvt det är att komma (1921 nr 561a)
  - Jag lyfter mina händer (1986 nr 238a)
  - Nu dagen är till ända (1986 nr 316)
  - Pris vare Gud som låter (1986 nr 177)
  - Är Gud i himlen för mig (1921 nr 595, 1986 nr 553)
  - Med alla Herrens fromma (1986 nr 616)